# Mikrohabitat

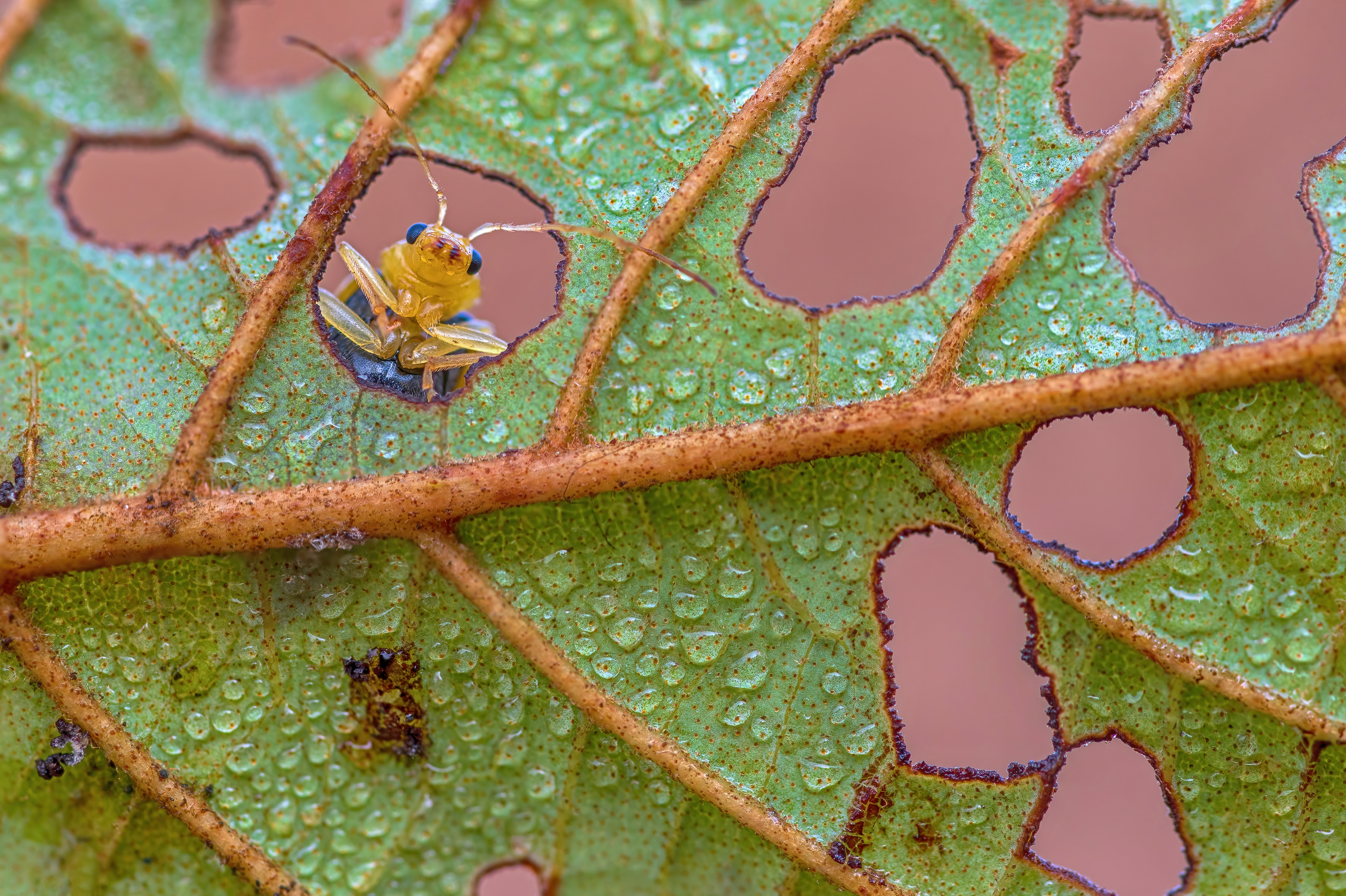
Die Blätter dieses Baumes (Alnus nepalensis) bilden ein Mikrohabitat, in welchem Insekten wie dieser Käfer (Aulacophora indica) leben.

Als Mikrohabitat ( μικρός mikrós, deutsch ‚klein, eng‘, lateinisch habitat- ‚[er, sie, es] bewohnt‘) wird in der Biologie ein Lebensraum mit geringer räumlicher Ausdehnung bezeichnet. Beispiele sind etwa ein Grashorst im Grasland oder der Flechtenrasen auf einer Baumrinde. Mikrohabitate kommen in sehr vielen Variationen vor.

## Typologie
In älterer Literatur wird zwischen mehreren Typen von Mikrohabitaten unterschieden.

### Biochorion
Ein Biochorion, das als besonderes Objekt hervortritt, bildet ein Mikrohabitat. Dies können Aas, Exkremente, Pilze, Tierwohnungen oder umgestürzte Baumstämme sein. Die so gebildete Vergesellschaftung verschiedener Arten wird als Choriozönose bezeichnet.

### Merotop
Das Merotop ist ein „Strukturteil“, somit Teil einer Struktur und innerhalb dieser mit anderen Strukturteilen gekoppelt. Solche Strukturteile sind beispielsweise eine Oberfläche, feste Bestandteile und natürliche Lücken einer Bodenschicht, ferner Wurzel, Holz oder Rinde eines Baumes, Blätter oder Früchte einer Pflanze. Die hierdurch gebildete Gemeinschaft heißt Merozönose.

## Zeitliche Aspekte
In zeitlicher Hinsicht, besonders auf ihre Lebensdauer bezogen, sind viele Mikrohabitate nicht nur variabel, sondern auch kurzlebig. Zu den kurzlebigen Mikrohabitaten gehören etwa Kadaver, Exkremente, faulende Früchte und Pfützen. Auch ein Blatt oder eine einjährige krautige Pflanze stellt ein solches kurzlebiges Mikrohabitat dar, wenn sie für ihre Konsumenten nur über einen kurzen Zeitraum verzehrbar ist. Aber auch eine Frucht und die sie verzehrenden Insekten können jederzeit von einem Vogel gefressen werden.